# Zofia Mars

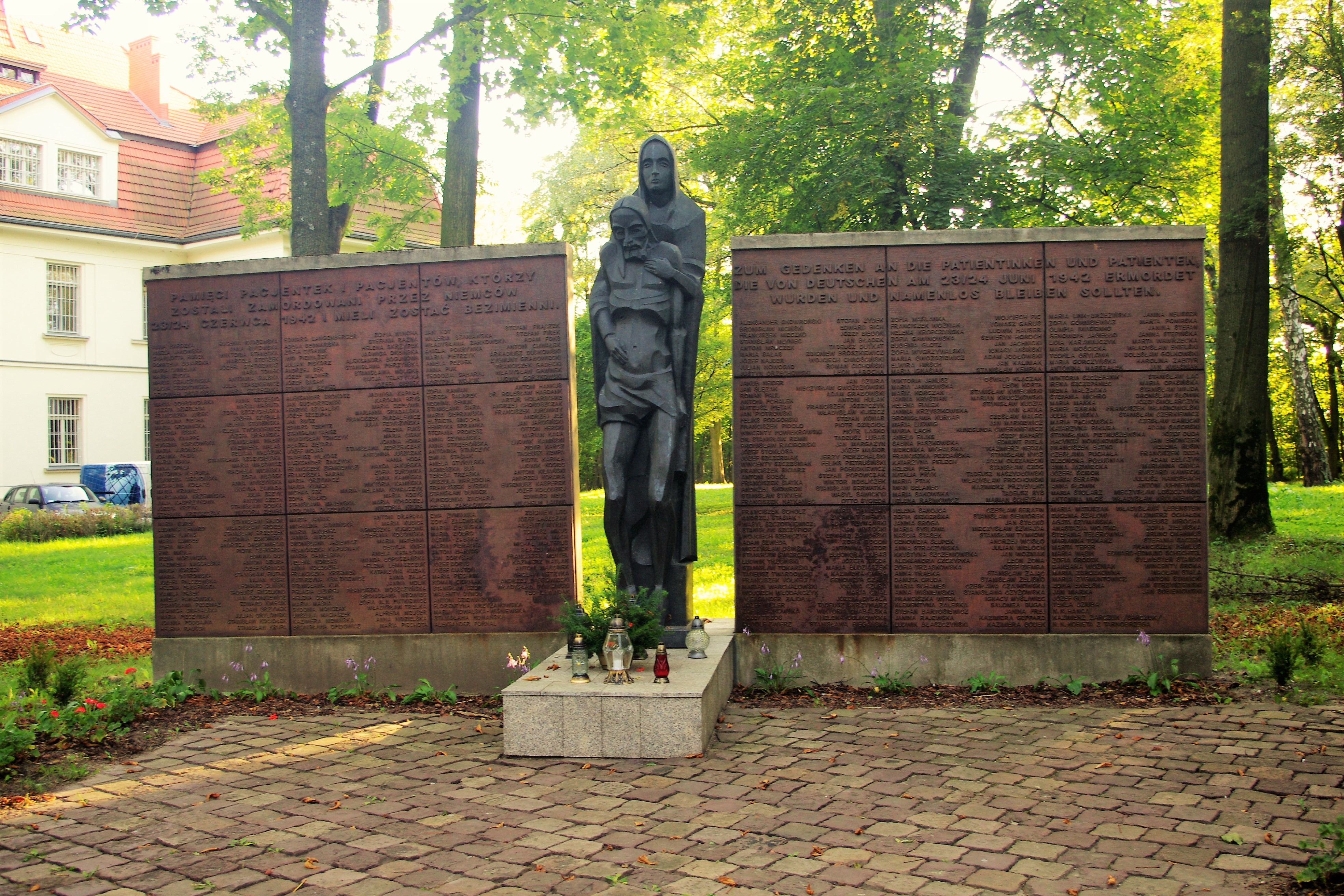
Pomnik w szpitalu im. Babińskiego w Krakowie. Nazwisko Zofii Mars widoczne w pierwszej kolumnie, trzeci kwartał, piąte od góry po lewej.

Zofia Mars (ur. 26 października w 1896 w Sowlinach, zm. 23 czerwca 1942 w Krakowie) – polska artystka malarka i ilustratorka, jedna z pierwszych kobiet studiujących w krakowskiej Akademii Sztuk Pięknych.

## Rodzina
Pochodziła z rodziny Mars herbu Noga. Była trzecim dzieckiem Władysławy i Kazimierza Mars. Kazimierz był właścicielem majątków Sowliny i Łososina Górna oraz Pustomyty ok. 18 km. na zachód od Lwowa. Ojciec Zofii oprócz produkcji rolnej miał w Sowlinach cegielnię. W Pustomytach prowadził zakład leczniczo-kąpielowy. Zmarł w 1908, pozostawiając wdowę z szóstką dzieci. Zofia miała wtedy 12 lat i pięcioro rodzeństwa; cztery siostry (Janinę, Marię, Helenę i Ewę) i jednego brata (Krzysztofa). Ewa w przyszłości studiowała chemię, a potem została pracownicą naukową Uniwersytetu Lwowskiego (wykładowczynią i kierowniczką Pracowni Analizy Jakościowej, po wojnie zaś wykładała na Wydziale Chemii UW). Współpracowała z prof. Wiktorem Kemulą. Stryjecznym bratem Zofii był malarz, rysownik i ilustrator Witold Mars.

## Edukacja
W 1908 roku Zofia zapisała się do drugiej klasy w Zakładzie Nauczycielskim Sióstr Niepokalanek w Nowym Sączu, gdzie uczyły się już jej dwie starsze siostry Janina i Maria (żona Włodzimierza Paygerta). W latach 1911–1912 oraz 1918–1919 uczęszczała na Wyższe Kursy dla Kobiet Adriana Baranieckiego. Mars zgłosiła się do Akademii Sztuk Pięknych w Krakowie w marcu 1919 jeszcze przed oficjalnym dopuszczeniem kobiet. Pierwsze dwa lata (1919/1920 i 1920/1921) Zofia studiowała na kursach rzeźby u Konstantego Laszczki. Potem przez jeden rok jej nie było. Wróciła na akademię na drugi semestr i zaczęła studiować na kursach Felicjana Szczęsnego Kowarskiego 1923/1924. Przez następne dwa lata kontynuowała naukę u niego (1924/1925 i 1925/1926) z czego Rada Profesorów z dnia 28 lutego 1925 zdecydowała, żeby nie zaliczyć jej pierwszego półrocza 1924/1925. 

## Życiorys
Zofia wykonała ilustracje do książki napisanej przez Stefanię Wandyczową Fula w piątej klasie. Historja jednego roku szkolnego w klasztorze S.S. Niepokalanek, wydanej w 1922.   
Nie wyszła nigdy za mąż, nie miała dzieci. Z całego rodzeństwa tylko Zofia nie przeżyła II wojny światowej. Zginęła 23 czerwca 1942 roku w szpitalu im. Babińskiego w Krakowie, zamordowana przez Niemców. Na terenie szpitala znajduje się pomnik autorstwa rzeźbiarza Józefa Sękowskiego upamiętniający śmierć 565 internowanych. Na pomniku widnieje imię i nazwisko Zofii Mars.    

## Wystawy
- V-VII 1935 – Wystawa Wiosenna, TPSP, Lwów (Fragment z parku / olej, Morze / olej, Głowa chłopca / pastel, Dziewczynka / olej, Dniestr / olej, Chłopiec / pastel)[8]

## Fotogaleria

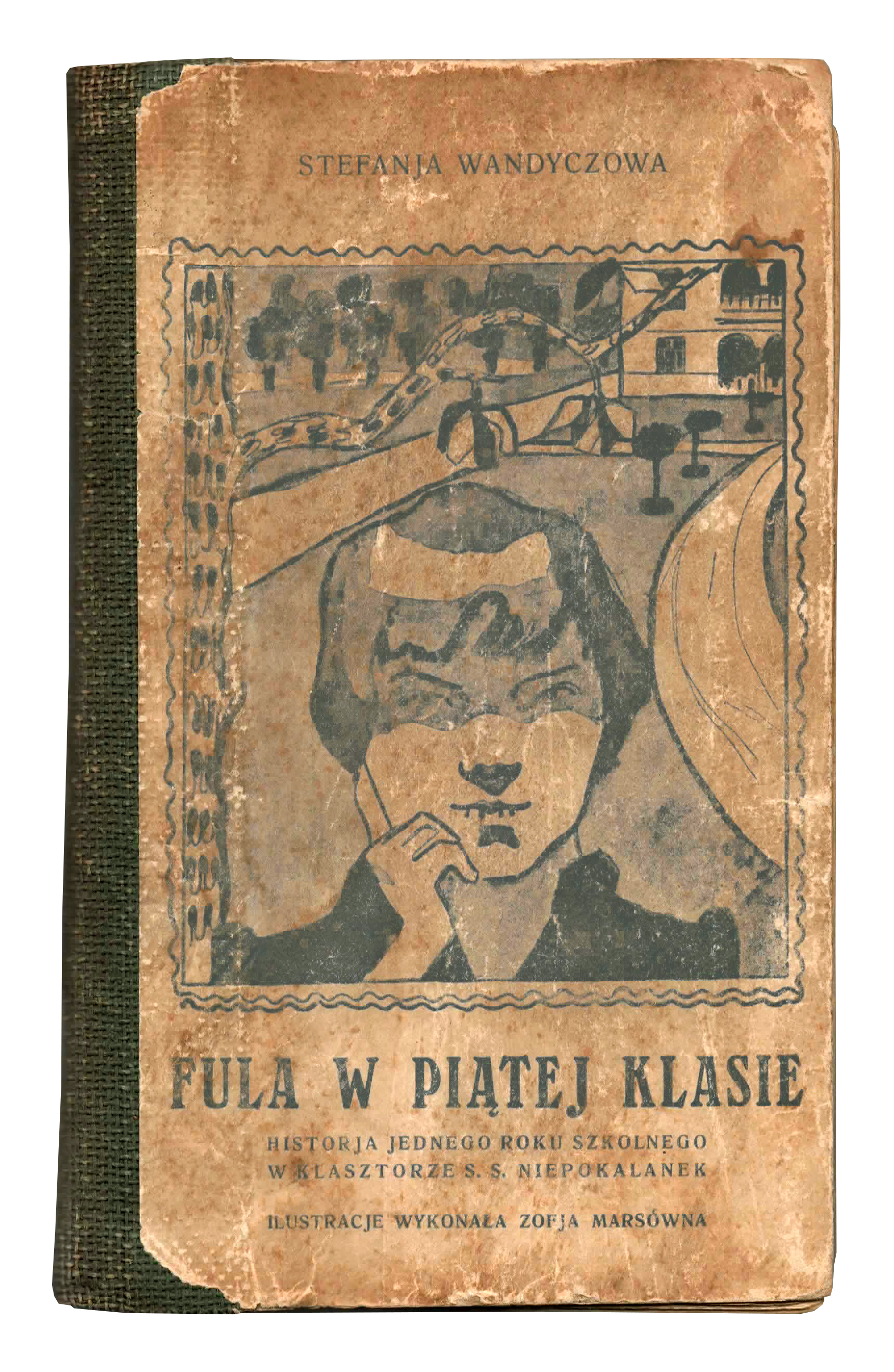
Ilustracja Zofii Mars na okładce książki
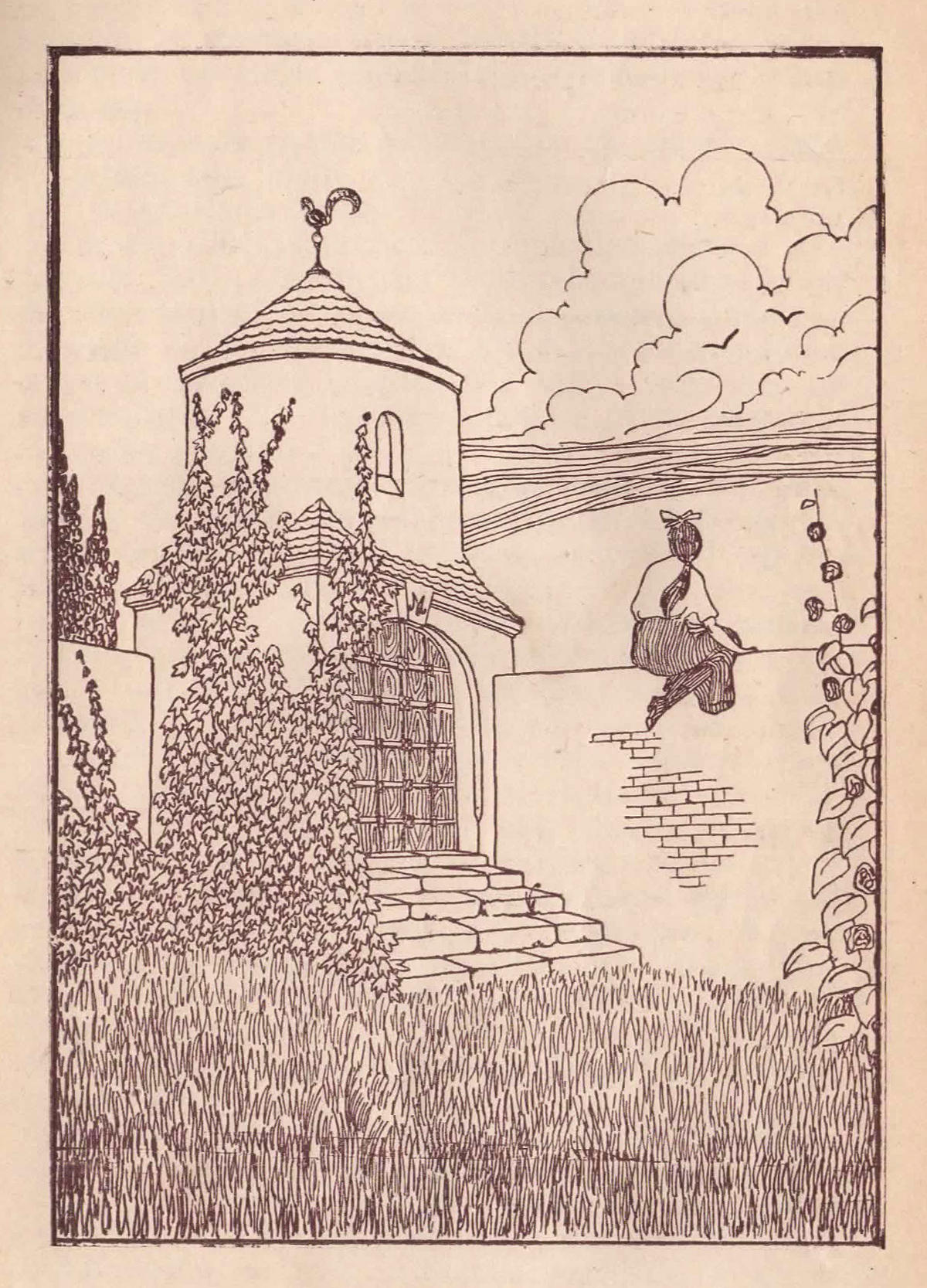
Ilustracja Zofii Mars w książce S. Wandyczowej, s. 49
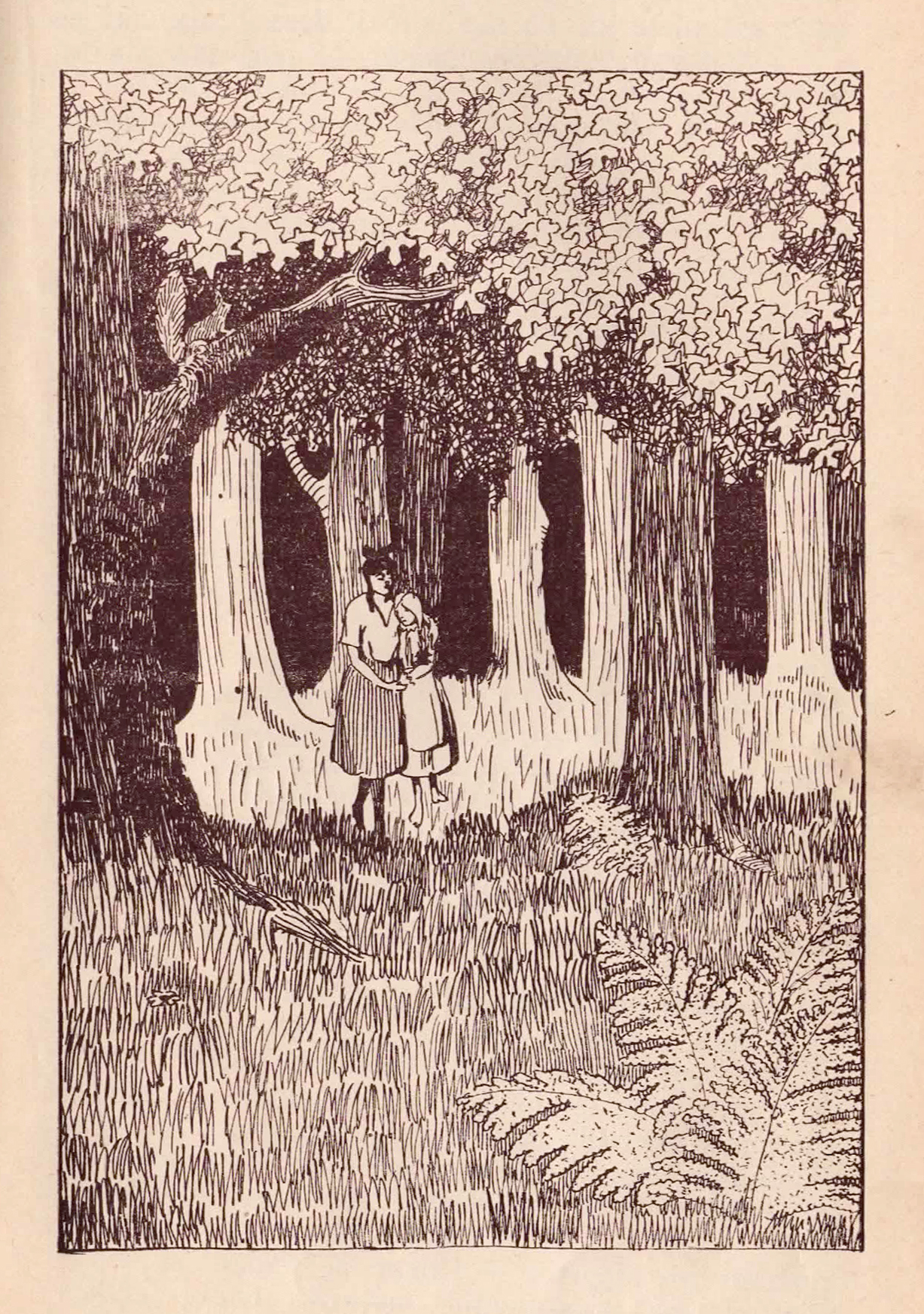
Ilustracja Zofii Mars w książce S. Wandyczowej, s. 113
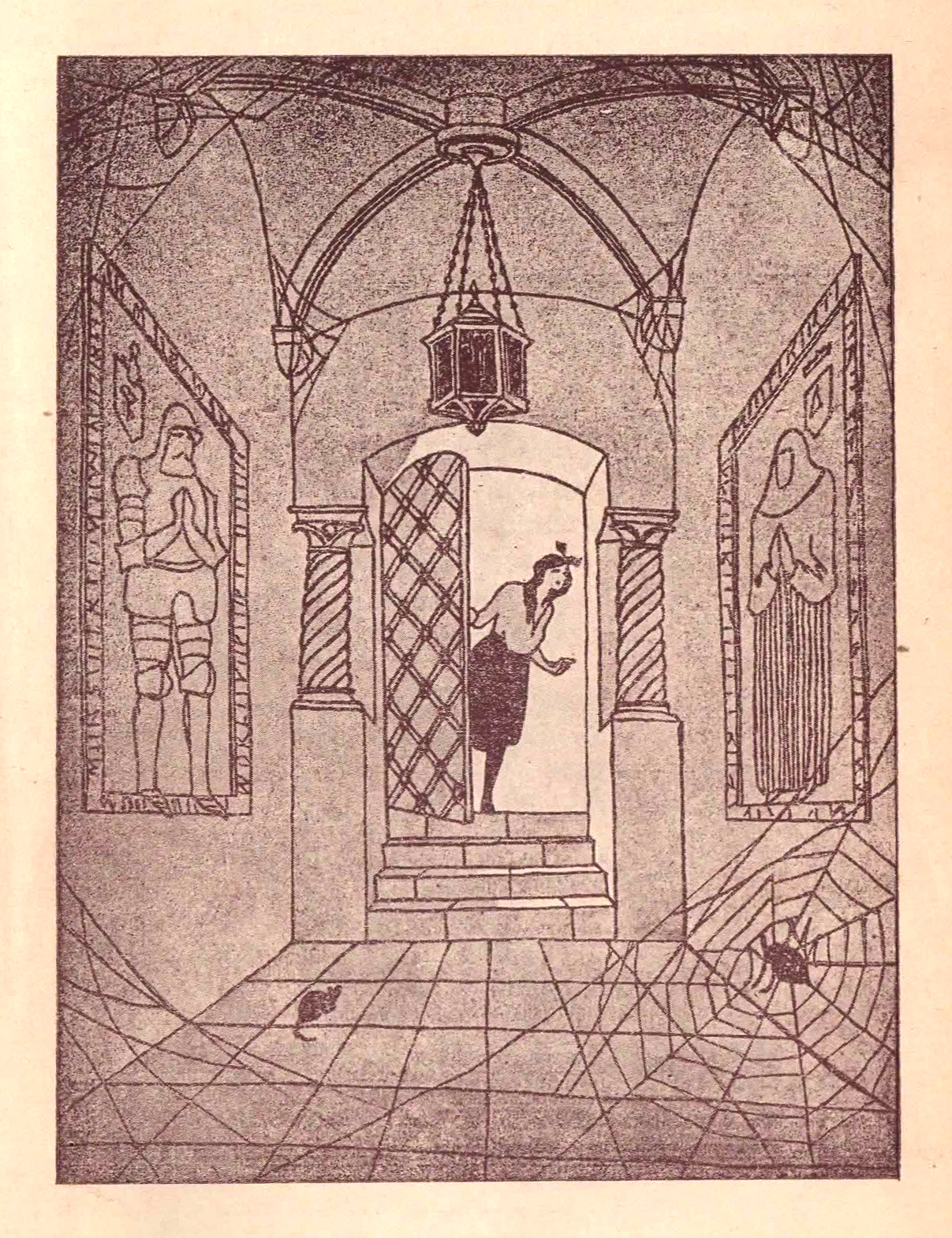
Ilustracja Zofii Mars w książce S. Wandyczowej, s. 177